# Генезис
„Генезис“ (на английски: Inception) е американски научнофантастичен филм от 2010 г., продуциран и режисиран от Кристофър Нолан.

## Сюжет
Леонардо ди Каприо е Дом Коб, специалист по индустриален шпионаж, който извлича информация от подсъзнанието на своите жертви, докато сънуват. Обвинен в убийството на жена си, Коб е принуден да емигрира и е лишен от възможността да вижда децата си. За да възвърне стария си начин на живот, той приема предложението да изпълни една последна поръчка. Задачата е да направи генезис (да създаде предварително планирана чужда идея) в съзнанието на основния конкурент на последния си клиент, като проникне в подсъзнанието му чрез съня му. 

## В ролите
| Изпълнител           | Роля                       |
| -------------------- | -------------------------- |
| Леонардо ди Каприо   | Доминик Коб                |
| Елън Пейдж           | Ариадне                    |
| Марион Котияр        | Молъри Коб                 |
| Джоузеф Гордън-Левит | Артър                      |
| Кен Уатанабе         | Сайто                      |
| Том Харди            | Иймс                       |
| Дилийп Рао           | Юсуф                       |
| Килиън Мърфи         | Робърт Майкъл Фишър младши |
| Том Беринджър        | Питър Браунинг             |
| Майкъл Кейн          | Професор Стивън Майлс      |